# Castoponera scotopoda
Castoponera scotopoda is een spinnensoort uit de familie van de loopspinnen (Corinnidae).
De wetenschappelijke naam van de soort werd in 1993 als Castianeira scotopoda gepubliceerd door Christa Laetitia Deeleman-Reinhold.